# Seznam bojkotů olympijských her
Olympijské hry jsou významnou mezinárodní sportovní událostí. Během historie Olympijských her došlo k bojkotům při šesti letních olympijských hrách: k prvnímu bojkotu došlo na LOH v roce 1956 a naposledy na LOH v roce 1988.
Na LOH v roce 1972 bylo zabráněno v účasti Rhodesii. Po protestech afrických zemí stáhl Mezinárodní olympijský výbor její pozvání.
Jihoafrická republika nebyla pozvána na hry v roce 1964. Pozvání na hry v roce 1968 bylo staženo poté, co jiné africké země hrozily bojkotem her kvůli apartheidu. Jihoafrické republice bylo dovoleno vrátit se na olympijské hry až v roce 1992.
Pravděpodobně nejznámější olympijské bojkoty nastaly v roce 1980 a v roce 1984 v souvislosti se studenou válkou.
V roce 2021 několik zemí oznámilo diplomatický bojkot zimních olympijských her v roce 2022 na protest proti čínskému špatnému zacházení s ujgurským obyvatelstvem, čímž zakázalo vládním úředníkům účastnit se her v oficiální funkci, přičemž sportovcům bylo stále povoleno soutěžit.  Později se Indie připojila k bojkotu kvůli rozhodnutí Číny vybrat si Qi Fabao, velitele pluku v Lidové osvobozenecké armádě, jako nosiče olympijské pochodně. 

## Seznam úplných bojkotů olympijských her nebo úplné neúčasti
| Olympiáda | Rok  | Hostitelská země | Hostující město | Bojkot zemí | Bojkot zemí                                         |
| Olympiáda | Rok  | Hostitelská země | Hostující město | Seznam | Mapa                                                |
| --------- | ---- | ---------------- | --------------- | --- | --------------------------------------------------- |
| XVI       | 1956 | Austrálie        | Melbourne       | - Egypt - Irák - Libanon - Nizozemsko - Kambodža - Španělsko - Švýcarsko - Čína | Countries boycotting the 1956 Games are shaded blue |
| XVIII     | 1964 | Japonsko         | Tokio           | - Alžírsko - Benin - Barma - Kamerun - Středoafrická republika - Čad - Kongo - Egypt - Etiopie - Gabon - Gambie - Ghana - Guyana - Irák - Keňa - Libye - Lesotho - Madagaskar - Malawi - Mali - Maroko - Nigérie - Čína - Somálsko - Srí Lanka - Súdán - Svazijsko - Tanzanie - Togo - Tunisko - Uganda - Horní Volta - Zambie | Countries boycotting the 1964 Games are shaded red  |
| XXI       | 1976 | Kanada           | Montreal        | - Alžírsko - Benin - Barma - Kamerun - Středoafrická republika - Čad - Kongo - Egypt - Etiopie - Gabon - Gambie - Ghana - Guyana - Irák - Keňa - Libye - Lesotho - Madagaskar - Malawi - Mali - Maroko - Niger - Nigerie - Čína - Somálsko - Srí Lanka - Súdán - Svazijsko - Tanzanie - Togo - Tunisko - Ugandy - Horní Volta - Zambie | Countries boycotting the 1976 Games are shaded blue |
| XXII      | 1980 | Sovětský svaz    | Moskva          | - Albánie - Antigua a Barbuda - Argentina - Bahamy - Bahrajn - Bangladéš - Barbados - Britský Honduras - Bermudy - Bolívie - Kanada - Kajmanské ostrovy - Středoafrická republika - Čad - Chile - Čína - Egypt - Salvador - Fidži - Gabon - Gambie - Ghana - Haiti - Honduras - Hong Kong - Indonésie - Irák - Izrael - Pobřeží slonoviny - Japonsko - Keňa - Jižní Korea - Libérie - Lichtenštejnsko - Malawi - Malajsie - Mauretánie - Monako - Mauricius - Maroko - Nizozemské Antily - Niger - Norsko - Pákistán - Panama - Papua Nová Guinea - Paraguay - Filipíny - Katar - Saúdská Arábie - Singapur - Somálsko - Súdán - Surinam - Švýcarsko - Tchaj-wan - Thajsko - Togo - Tunisko - Turecko - Spojené arabské emiráty - Spojené státy americké - Americké Panenské ostrovy - Uruguay - Spolková republika Německo - Zair |                                                     |
| XXIII     | 1984 | Spojené státy    | Los Angeles     | - Sovětský svaz - Bulharsko - Německá demokratická republika - Mongolsko - Vietnam - Laos - Československo - Afghánistán - Maďarsko - Polsko - Kuba - Jižní Jemen - Severní Korea - Etiopie - Angola - Albánie - Írán - Burkina Faso - Libye | Countries boycotting the 1984 Games are shaded blue |
| XXIV      | 1988 | Jižní Korea      | Soul            | - Etiopie - Nikaragua - Madagaskar - Kuba - Albánie - Severní Korea - Seychely | Countries boycotting the 1988 Games are shaded blue |

## Seznam diplomatických bojkotů olympijských her nebo neúčasti vládních úředníků v souvislosti spandemií covidu-19
- Země, které kvůli obavám z covidu-19 nebo diplomatickým bojkotům nevyslaly na hry oficiální delegace, ale sportovci se mohli zúčastnit.

| Hry    | Rok  | Hostitelská země | Hostující město | Bojkot zemí                                                                                           | Bojkot zemí |
| Hry    | Rok  | Hostitelská země | Hostující město | Seznam                                                                                                | Mapa        |
| ------ | ---- | ---------------- | --------------- | --- | ----------- |
| XXXII. | 2020 | Japonsko         | Tokio           | - Severní Korea                                                                                       |             |
| XXIV.  | 2022 | Čína             | Peking          | - Litva - USA - Austrálie - Spojené království - Kanada - Kosovo - Estonsko - Belgie - Dánsko - Indie |             |

Poznámka: Během zimních paralympiád v Rusku v roce 2014 kvůli ruské anexi Krymu a porušení olympijského příměří Spojené státy a Spojené království diplomaticky bojkotovaly akci a celá ukrajinská delegace kromě svého vlajkonoše bojkotovala zahajovací ceremoniál.